# Потери самолётов США над Северным Вьетнамом (май—июнь 1965)
В данном списке перечислены американские самолёты, потерянные при выполнении боевых заданий над Северным Вьетнамом в ходе Вьетнамской войны в период с мая по июнь 1965 года. Приведены только потери, удовлетворяющие следующим условиям:
- потеря является безвозвратной, то есть самолёт уничтожен или списан из-за полученных повреждений;
- потеря понесена по боевым или небоевым причинам в регионе Юго-Восточной Азии (включая Северный Вьетнам, Южный Вьетнам, Лаос, Камбоджу, Таиланд, Японию, Китай) и связана с боевыми операциями против Северного Вьетнама (Демократической Республики Вьетнам);
- потерянный самолёт состоял на вооружении Военно-воздушных сил, Военно-морских сил, Корпуса морской пехоты или Армии Соединённых Штатов Америки;
- потеря произошла в период между 1 мая и 30 июня 1965 года.

Список составлен на основе открытых источников. Приведённая в нём информация может быть неполной или неточной, а также может не соответствовать официальным данным министерств обороны США и СРВ. Тем не менее, в нём перечислены почти все самолёты, члены экипажей которых погибли или попали в плен. Неполнота связана в основном с теми самолётами, члены экипажей которых были эвакуированы поисково-спасательными службами США, а также с самолётами, потерянными вне пределов Северного Вьетнама (в этом случае не всегда возможно определить, была ли потеря связана с операциями именно против этой страны).
Список не затрагивает потери американской авиации, понесённые в операциях против целей на территории Южного Вьетнама, Лаоса и Камбоджи. Список составлялся без использования данных монографии Кристофера Хобсона «Vietnam Air Losses».

## Краткая характеристика периода
В мае—июне 1965 года американская авиация продолжала бомбардировки Северного Вьетнама в рамках операции Rolling Thunder. В середине мая была объявлена первая пауза в налётах, продолжавшаяся 6 дней. После неё география бомбардировок стала постепенно расширяться на север, впервые были нанесены удары по объектам севернее Ханоя. Однако основные действия авиации США по-прежнему были сосредоточены на южных провинциях ДРВ и на второстепенных объектах военного и промышленного значения, а также на линиях коммуникаций. Системой ПВО ДРВ ещё не применялись зенитно-ракетные комплексы, истребительная авиация в июне совершила несколько попыток перехвата американских самолётов, однако понесла потери, не достигнув заметных результатов.

## Потери
- 6 мая 1965 — RF-101C «Вуду» (сер. номер 56-0045, 45-я тактическая разведывательная эскадрилья ВВС США). Сбит зенитным огнём в районе Виньлинь. Пилот погиб.
- 7 мая 1965 — F-105D «Тандерчиф» (сер. номер 59-1718, 354-я тактическая истребительная эскадрилья ВВС США). Подбит зенитным огнём в районе Тханьхоа и упал в Тонкинский залив. Пилот спасён.
- 8 мая 1965 — F-8D «Крусейдер» (ВМС США). Сбит зенитным огнём над Тонкинским заливом северо-восточнее Винь. Пилот погиб.
- 9 мая 1965 — F-8D «Крусейдер» (номер 148673, 154-я истребительная эскадрилья ВМС США). Столкнулся с землёй при атаке наземной цели; причина неизвестна, возможность поражения огнём противника не исключена. Пилот погиб.
- 23 мая 1965 — F-105D «Тандерчиф» (сер. номер 61-0054, 354-я тактическая истребительная эскадрилья ВВС США). Сбит зенитным огнём восточнее Винь. Пилот спасён.
- 27 мая 1965 — F-8D «Крусейдер» (номер 148706, 111-я истребительная эскадрилья ВМС США). Сбит зенитным огнём в районе Винь. Пилот погиб.
- 31 мая 1965 — F-105D «Тандерчиф» (сер. номер 62-4381, 333-я тактическая истребительная эскадрилья ВВС США). Сбит зенитным огнём в районе Тханьхоа. Пилот попал в плен.
- 1 июня 1965 — RF-8A «Крусейдер» (ВМС США). Сбит зенитным огнём в районе Тханьхоа. Пилот погиб.
- 2 июня 1965 — A-4E «Скайхок» (номер 151144, 23-я штурмовая эскадрилья ВМС США). Сбит зенитным огнём в районе Тханьхоа. Пилот погиб.
- 2 июня 1965 — EA-1F «Скайрейдер» (номер 132540, 13-я эскадрилья дальнего радиолокационного обнаружения ВМС США). Сбит зенитным огнём в районе Сам-Сон, участвуя в поисково-спасательной операции. Все четыре члена экипажа погибли.
- 2 июня 1965 — A-4E «Скайхок» (номер 151161, 23-я штурмовая эскадрилья ВМС США). Сбит зенитным огнём северо-восточнее Винь. Пилот попал в плен.
- 8 июня 1965 — F-105D «Тандерчиф» (сер. номер 62-4290, 354-я тактическая истребительная эскадрилья ВВС США). Сбит зенитным огнём южнее Винь. Пилот спасён.
- 10 июня 1965 — A-1H «Скайрейдер» (номер 137521, 25-я штурмовая эскадрилья ВМС США). Потерян в районе Тханьхоа, предположительно сбит зенитным огнём. Пилот погиб.
- 14 июня 1965 — F-105D «Тандерчиф» (сер. номер 62-4220, 44-я тактическая истребительная эскадрилья ВВС США). Сбит зенитным огнём в районе Ксом-Бан. Пилот попал в плен.
- 20 июня 1965 — F-4C «Фантом» II (сер. номер 64-0685, 45-я тактическая истребительная эскадрилья ВВС США). Сбит зенитным огнём. Один член экипажа попал в плен, другой спасён.
- 23 июня 1965 — F-105D «Тандерчиф» (сер. номер 62-4319, 357-я тактическая истребительная эскадрилья ВВС США). Сбит зенитным огнём. Пилот спасён.
- 25 июня 1965 — A-4C «Скайхок» (номер 149574, 153-я штурмовая эскадрилья ВМС США). Сбит зенитным огнём в районе Тханьхоа. Пилот погиб.
- 29 июня 1965 — RF-101C «Вуду» (сер. номер 56-0041, 15-я тактическая разведывательная эскадрилья ВВС США). Сбит зенитным огнём. Пилот погиб.

## Общая статистика
По состоянию на 21 марта 2025 года в списке перечислены следующие потери:
| Самолёты            | # |
| A-1                 | 2 |
| A-4                 | 3 |
| F-4                 | 1 |
| F-8                 | 4 |
| F-105               | 6 |
| RF-101              | 2 |
| Итого: 18 самолётов |   |

Эти данные не являются полными и могут меняться по мере дополнения списка.